# Морісіта Сініті
Морісіта Сініті (яп. 森下 申一, нар. 28 грудня 1960, Сідзуока —) — японський футболіст, що грав на позиції воротаря.

## Клубна кар'єра
Грав за команду Джубіло Івата, Кіото Перпл Санга.

## Виступи за збірну
Дебютував 1985 року в офіційних матчах у складі національної збірної Японії. У формі головної команди країни зіграв 28 матчів.

## Статистика
Статистика виступів у національній збірній.
| Збірна Японії | Збірна Японії | Збірна Японії |
| Роки          | Ігри          | голи          |
| ------------- | ------------- | ------------- |
| 1985          | 2             | 0             |
| 1986          | 4             | 0             |
| 1987          | 10            | 0             |
| 1988          | 2             | 0             |
| 1989          | 3             | 0             |
| 1990          | 6             | 0             |
| 1991          | 1             | 0             |
| Усього        | 28            | 0             |